# Nueva Germania
Nueva Germania este un sat din Paraguay, aflat la circa 150 de km de Asuncion. A fost fondat în anul 1886 de către Bernhard Förster, de către soția sa Elisabeth Förster-Nietzsche (sora filosofului german Friedrich Nietzsche) și de către un grup de coloniști germani.